# Umami

L-glutamanový anion umožňuje vnímání chuti umami na jazyku

Umami je vedle čtyř základních (lidských) chutí (sladká, hořká, slaná a kyselá) pátou chutí. Název je odvozený z japonského adjektivního slovesa umai (美味い), česky (takový, který) je chutný, (takový, který) je delikátní. Specifický chuťový receptor pro umami taste-mGluR4 byl objeven v roce 2000 a vnímá v jídle obsaženou aminokyselinu kyselinu glutamovou nebo její soli, glutamany (glutaman sodný, glutaman draselný).

## Výskyt

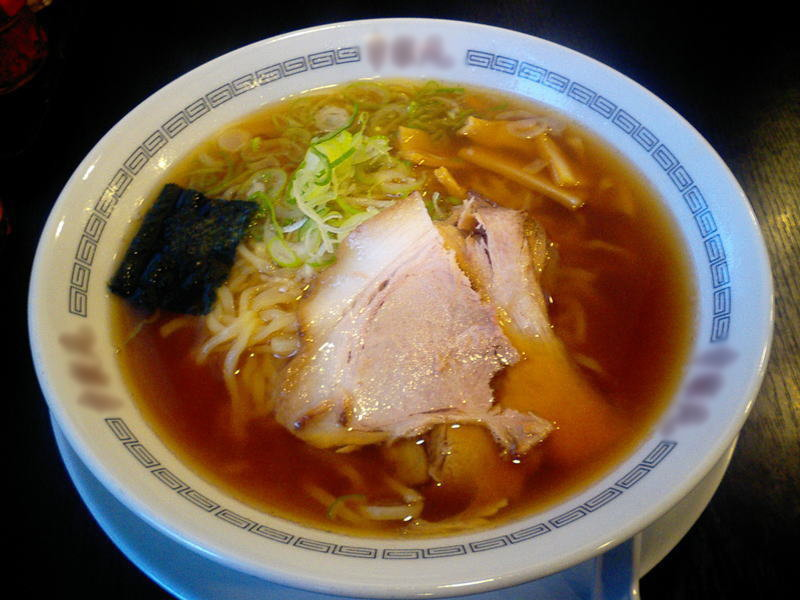
Polévka ramen

Chuť umami je obsažena v potravinách, které konzumujeme běžně. Jedná se například o maso, ryby, sýry a zeleninu (např. zralá rajčata, celer, špenát). První potravina s chutí umami, se kterou se člověk setká, je mateřské mléko.